# Kuwayama minutura
Kuwayama minutura är en insektsart som först beskrevs av Caldwell 1940.  Kuwayama minutura ingår i släktet Kuwayama och familjen spetsbladloppor. Inga underarter finns listade i Catalogue of Life.